# Sign of the Times (album des Rubettes)
Pour les articles homonymes, voir Sign of the Times.

Sign of the Times est le quatrième album du groupe The Rubettes sorti en juin 1976. Il est le premier album du groupe sans l'équipe formée par Tony Waddington et Wayne Bickerton. Il est produit par Alan Blakley, ancien membre des Tremoloes, un groupe dont Mick Clarke a fait partie pendant huit mois. Il contient les titres phares Julia (en France) et  You're the Reason Why (dans le reste de l'Europe). Après le départ de Bill Hurd, c'est Tony Thorpe qui se charge de la plupart des claviers. La plupart des chansons sont écrites par Alan Williams et John Richardson, en revanche Dancing In The Rain est écrite par Mike Gower qui avait fait partie du groupe The Medium aux côtés d'Alan Williams et John Richardson, elle a des accents jazz-funk. Avec cet album, le groupe abandonne le doo wop et cherche son style. Sign Of The Times et You're the Reason Why, chantées par Tony Thorpe ainsi que Julia interprétée par Alan Williams ont une sonorité rock, Not Now My Dear, interprétée par John Richardson est dans le style country rock. You're The Only Girl On My Island et I Really Got To Know sont des ballades, la première interprétée par John Richardson, la seconde interprétée en duo par Alan Williams et John Richardson.  En France,  la maison de disque remplacera I Really Got To Know par Allez Oop qui est un succès. I Really Got To Know deviendra la face B d' Ooh la la, extrait de l'album suivant. I Think I'm In Love comporte de nombreux passages a cappella. Le groupe admet qu'après avoir retrouvé leur indépendance, il n'est pas vraiment prêt à se laisser guider par leur nouveau producteur et ne lui laisse pas le contrôle.
La pochette du disque est un dessin qui représente les quatre membres restants du groupe, dans une voiture, laissant loin derrière eux de minuscules personnages.

## Liste des titres
Face A
1. Sign Of The Times (Mick Clarke, John Richardson, Alan Williams) – 3:39
2. Dancing In The Rain (Mike Gower) – 2:56
3. You're The Only Girl On My Island (John Richardson, Alan Williams) – 4:23
4. The Way You Live (John Richardson, Alan Williams) – 3:07
5. Not Now My Dear (John Richardson, Alan Williams) – 3:42

Face B
1. You're The Reason Why (John Richardson, Alan Williams) – 2:34
2. I Think I'm In Love   (John Richardson, Alan Williams) – 3:06
3. I Really Got To Know  (John Richardson, Alan Williams) – 2:53
4. Julia (John Richardson, Alan Williams) – 2:53
5. Highwayman's Lament (John Richardson, Alan Williams) – 6:16

Singles
1976
- Julia
- Dancing In The Rain

Réf. : 2088 022
1976
- You're The Reason Why
- I Think I'm In Love

Réf. : 2088 027

## Musiciens
- Alan Williams – Chant, guitares, flute, piano (I really got to know)
- Mick Clarke – Chant, basse
- John Richardson – Chant, batterie, percussions, congas
- Tony Thorpe – Chant, guitares, claviers, marimbas
- Ken Freeman - Moog

## Production
- Produit par : The Rubettes et Alan Blakley
- Studio d'Enregistrement – DJM Studios
- Mastérisé Chez – Turan Audio
- Mastérisé par – Tim Turan
- Ingénieur – Mark Wallis
- Concept de la pochette – The Rubettes
- Design – TARGA
- Illustrations & Typographie – Martin Rowley